# Todor Petrow (Politiker)
Todor Petrow Dshukow (bulgarisch Тодор Петров Джуков; * 20. Juli 1878 in Nowo Selo; † 10. August 1924 in Sofia) war ein bulgarischer Politiker.

## Leben
Petrow gehörte ab 1900 der Bulgarischen Sozialdemokratischen Arbeiterpartei an. Er studierte an der Universität Sofia Rechtswissenschaften. Er gilt als einer der sozialistischen Theoretiker Bulgariens und war Mitarbeiter von Dimityr Blagoew und Georgi Kirkow. 1921 wurde er Mitglied des Zentralkomitees der Bulgarischen Kommunistischen Partei. Er engagierte sich für eine Zusammenarbeit der Partei mit dem Bulgarischen Bauernvolksbund und war 1923 einer der Führer des Septemberaufstandes.